# ثابتى العربي
ثابتى العربي (23 أبريل 1993 بوهران في الجزائر - ) هو لاعب كرة قدم جزائري في مركز الوسط. لعب مع الجمعية الرياضية لمدينة وهران ‏.

## روابط خارجية
- ثابتى العربي على موقع قاعدة بيانات كرة القدم.إي يو (الإنجليزية)
- ثابتى العربي على موقع Soccerway.com (الإنجليزية)